# Арнаудија џамија
Арнаудија џамија је била једна од 15 џамија у Бања Луци пре рата у Босни и Херцеговини. Саграђена је 1595. године, а уништена је 7. маја 1993. године од стране Војске Републике Српске.

## Историјат
Џамију је 1595. године подигао министар финансија Босанског пашалука Хасан ефендија. Била је смештена у Доњем Шехеру, недалеко од џамије Ферхадије. О градњи џамије говори нам натпис урезан у камен на улазу у џамију:
Кад подиже ову џамију онај који је обузет добрим дјелима, За љубав Бога потрошио је своје благо. То је красан дворац и величанствено умјетничко дјело.
Нека Бог награди! — То постаде угодно стјециште добрих Ијуди. Нека својом добротом опрости (добротвору) Онај чија је милост обилна. Он прашта његове погрешке и гријехе. Како да изрекнем кроностих овој дивној џамији? Невидљиви глас рече: О Шебзи, реци: "Џамија дефтердара!"
Изграђена је у класичном османлијском стилу. То је била једнопросторна џамија са куполом и три куполице, а истицала се својим складним пропорцијама и хармонијом облика, конструктивним решењем са тромпама, те масивним осмеространим каменим турбетом  са куполом уз корпус џамије, као и малом мунаром у огради, акшамлук-мунарицом или езан-тасом која је чинила љупки детаљ читавог комплекса. Постојала је и стара чесма коју су користили становници целе махале, али чесма већ годинама не тече. Зидови џамије и мунара џамије су били од правилно клесаног  камена, док је купола џамије и тромпе била направљена од цигле.

## Реконструкција
Обнова комплекса Арнаудија џамије почела је у јуну 2003. године. То је подразумевало чишћење терена, радове на обезбеђењу градилишта, инфраструктуре, почетак зидања каменог зида и санирање постојећег. Обновљена је стара џамијска чесма и капија. У другој фази предвиђено је да се изгради сама џамија и турбе, које се налазило уз мунару. За изградњу овог објекта, чији ће изглед бити идентичан старом, добијена је потребна урбанистичка сагласност и сва друга документација, а радове изводе бањалучке фирме „Инжињеринг” и „Комотин”.
Џамија је обновљена, а њено свечано отварање је најављено за 4. мај 2024. године.